# Dichaetomyia norrisi
Dichaetomyia norrisi este o specie de muște din genul Dichaetomyia, familia Muscidae, descrisă de Adrian C. Pont în anul 1967. Conform Catalogue of Life specia Dichaetomyia norrisi nu are subspecii cunoscute.